# Cupes clathratus
Cupes clathratus is een keversoort uit de familie Cupedidae. De wetenschappelijke naam van de soort is voor het eerst geldig gepubliceerd in 1870 door Solsky.